# Улштет-Кирхазел
Улштет-Кирхазел (њем. Uhlstädt-Kirchhasel) општина је у њемачкој савезној држави Тирингија. Једно је од 39 општинских средишта округа Залфелд-Рудолштат. Према процјени из 2010. у општини је живјело 6.482 становника. Посједује регионалну шифру (AGS) 16073109.

## Географски и демографски подаци
Улштет-Кирхазел се налази у савезној држави Тирингија у округу Залфелд-Рудолштат. Општина се налази на надморској висини од 190 метара. Површина општине износи 122,3 km². У самом мјесту је, према процјени из 2010. године, живјело 6.482 становника. Просјечна густина становништва износи 53 становника/km².

## Међународна сарадња
| Мјесто | Држава    | Врста сарадње | Од    |
| ------ | --------- | ------------- | ----- |
| Анси   | Француска | контакт       | 2000. |
| Извор  |           |               |       |